# Richard Dreyfuss
Richard Stephen Dreyfuss (Nova York, 29 d'octubre de 1947) és un actor estatunidenc conegut per fer de protagonista en un cert nombre de pel·lícules, papers de televisió i teatre des dels últims anys 1960. És probablement més conegut pels seus papers a les pel·lícules Jaws, La noia de l'adéu, Encontres a la tercera fase, Always, La simfonia del professor Holland, American Graffiti and Krippendorf's Tribe.
Dreyfuss va guanyar l'Oscar al millor actor el 1977 per La noia de l'adéu, i va ser nominat el 1995 per La simfonia del professor Holland. També ha guanyat múltiples Globus d'Or i BAFTA al millor actor i al millor actor secundari.

## Primers anys
Dreyfuss va néixer  Richard Stephen Dreyfus a Brooklyn, Nova York, fill de Norman, advocat i restaurador, i Geraldine, una pacifista. Dreyfuss és jueu i el seu cognom és d'origen jueu, possiblement de la ciutat alemanya de Trèveris, amb molta població jueva a l'edat mitjana. El nom llatí de la ciutat era Treveris, del qual Dreyfuss és una variant. Comentava que va créixer pensant que Alfred Dreyfus i [ell] eren de la mateixa familia.

## Carrera
La carrera de Dreyfuss va començar durant la seva joventut al Beverly Hills Jewish Center. Va debutar en la producció de TV In Mama's House quan tenia quinze anys. Va anar al College Estatal de la Vall de San Fernando (més tard reanomenada Universitat de l'Estat de Califòrnia, Northridge) durant un any. Va ser objector de consciència durant la Guerra del Vietnam i va fer suplències durant dos anys com a administratiu en un hospital de Los Angeles. Durant aquest temps, va actuar en uns quants papers petits de TV en espectacles com Peyton Place, Gidget, Bewitched i The Big Valley. Durant els últims anys 1960 i primers 1970, també va actuar a Broadway, off-Broadway, repertori, i teatre d'improvisació.
La primera pel·lícula de Dreyfuss va ser en un paper petit, sense sortir als crèdits, a El graduat i deia un text, Crido la policia? Cridaré la policia. També va ser breu la seva actuació a Valley of the Dolls en el qual tenia unes quantes línies. Apareixia en el següent Dillinger, i aconseguia un paper durant l'èxit de 1973 American Graffiti, on va treballar amb altres futures estrelles com Harrison Ford i Ron Howard. Dreyfuss va tenir el seu primer paper principal a la pel·lícula canadenca The Apprenticeship of Duddy Kravitz.
Va ser protagonista en els èxits de taquilla Jaws  i  Encontres a la tercera fase , els dos dirigits per Steven Spielberg.
Dreyfuss va guanyar el 1978 l'Oscar al millor actor pel seu retrat d'un actor lluitador a La noia de l'adéu convertint-se en l'actor més jove en aconseguir-lo. Aquest record va ser superat després per Adrien Brody.
Al voltant de 1978, Dreyfuss va començar a consumir cocaïna freqüentment; la seva addicció, quatre anys més tard - el 1982 -, va ser arrestat per possessió de droga en una col·lisió entre el seu cotxe i un arbre. Va seguir un programa de rehabilitació i finalment va tornar a Hollywood amb la pel·lícula Down And Out In Beverly Hills el 1986 i Stakeout l'any següent.
Va tenir un paper protagonista amb Bill Murray a l'exitosa comèdia de 1991 Què se n'ha fet d'en Bob?  com un psiquiatre que es torna boig mentre intenta afrontar un pacient nou especialment obsessiu. Mentre creixia a Beverly Hills, vivia a sis blocs de Michael Burns, que era un expert en l'Afer Dreyfus i l'autor de  Dreyfus: A Family Affair, 1789-1945 . Dreyfuss més tard va treballar amb Burns com a productor i feia el paper de Georges Picquart a Prisoner of Honor, una pel·lícula HBO sobre l'incident històric, estrenada el 1991.

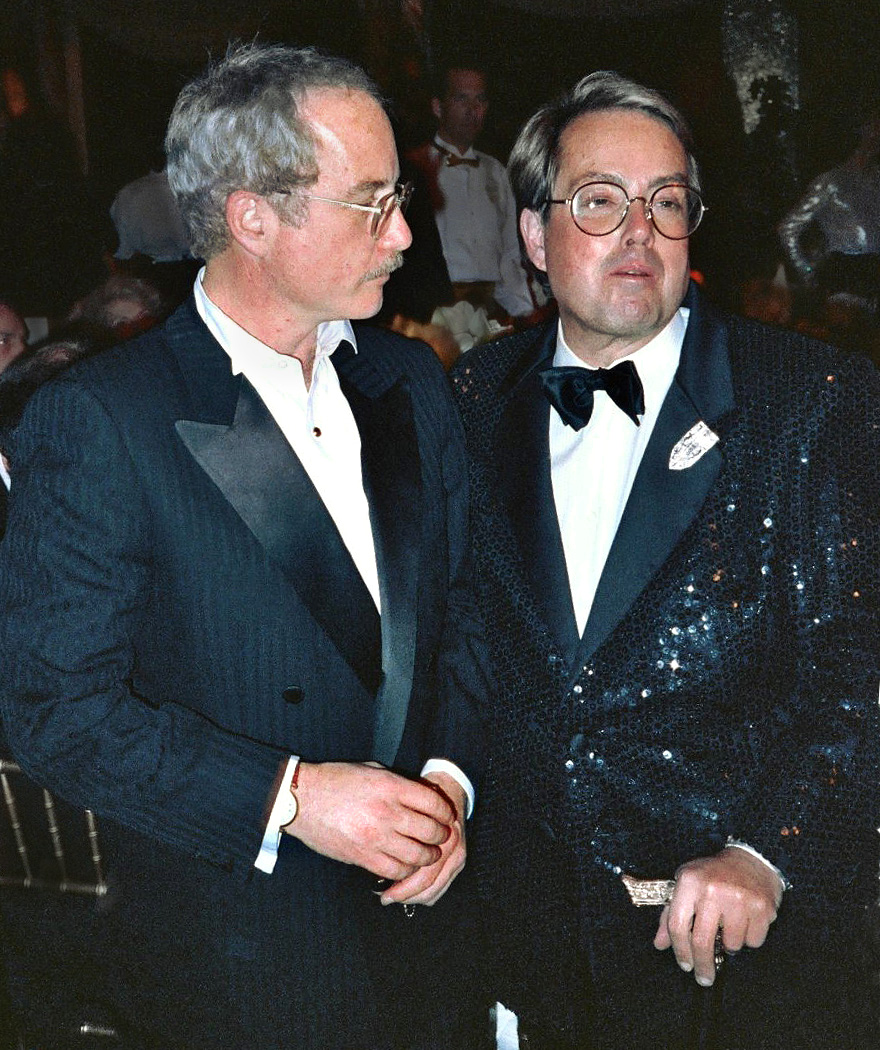
Dreyfuss i Allan Carr a la festa després del premis Oscar del 1989

El 1994, Dreyfuss va participar en l'històric "Concert Papal per commemorar l'Shoah (Holocaust)" al Vaticà en presència del Papa Joan Pau II, Rav Elio Toaf, rabí principal de Roma, i Oscar Luigi Scalfaro, President d'Itàlia. Va recitar Kaddish com a part d'una actuació de Leonard Bernstein, la tercera amb l'Orquestra Filharmònica Reial sota la batuta de Gilbert Levine. L'esdeveniment es va emetre a escala mundial.
Dreyfuss va ser nominat per un Oscar i un Globus d'Or per a la seva actuació com Glenn Holland a La simfonia del professor Holland (1995). Des d'aleshores ha continuat treballant en cinema, televisió i en escena. L'abril de 2004, va sortir en el revival de Sly Fox a Broadway (amb Eric Stoltz, René Auberjonois, Bronson Pinchot i Elizabeth Berkley).
El 2001/2002, va interpretar Max Bickford en el programa dramàtic The Education of Max Bickford
El novembre de 2004, estava per sortir a The Producers a Londres, però es va retirar de la producció una setmana abans de la nit d'estrena. Els mitjans de comunicació van destacar que Dreyfuss encara estava patint problemes per una operació d'una hèrnia espinal el gener, i que la part de Max Bialystock en l'obra és físicament exigent. Tant ell com el seu assistent per a la producció manifestaven que Dreyfuss estava acumulant lesions que exigien que fes teràpia físics durant els assajos. Carril Nathan va reemplaçar Dreyfuss en la producció de Londres. Més tard va quedar palès que havia estat una falsa alarma.
Dreyfuss va ser la veu en off a la campanya Think Different d'Apple, el 1999. Comença el text de l'anunci, "Aquí estan els bojos, els desubicats, els rebels... "

## Altres treballs

### Activitat política
Dreyfus ha estat opinant en els mitjans de comunicació sobre política, legislació, i opinió pública en aquests darrers anys, tant parlant com escrivint per expressar els seus sentiments a favor del dret a la privacitat, la llibertat d'expressió i la democràcia.
Dreyfuss ha organitzat i promogut campanyes d'informació i formació del que considera potencial erosió dels drets individuals, una iniciativa personal iniciada el 2006, responent al que creu que eren violacions dels drets individuals sota l'administració presidencial de George W. Bush. 16 de febrer de 2006, Dreyfuss va parlar al National Press Club a Washington D.C. per aconseguir una acusació contra el President dels EUA George W. Bush. 17 de novembre, de 2006, Dreyfuss sortia al HBO Real Time with Bill Maher per l'ensenyament civic a l'escola. Dreyfuss actualment col·labora a la Junta d'Administradors del National Constitution Center a Filadèlfia. 2007, Dreyfuss sortia al documental jovenil 18 in 08.
El 2006, va interpretar un dels supervivents a la pel·lícula de 2006 Poseidon. Dreyfuss va fer el paper de vicepresident dels Estats Units Dick Cheney al biopic sobre George W. Bush, W, dirigit per Oliver Stone el 2008.
A principi del 2009 sortia a l'obra Còmplice  (dirigit per Kevin Spacey) al teatre Old Vic de Londres. La seva participació en l'obra va ser objecte de molta controvèrsia, a causa del seu ús d'un auricular en escena, segons es diu a causa de la seva incapacitat d'aprendre el seu text de memòria i a temps.
Dreyfuss té una estrella al Passeig de la Fama al 7021 del Passeig de Hollywood.

### Vida acadèmica
Richard Dreyfuss s'ha semiretirat d'actuar, i està implicat en una empresa per fomentar l'ensenyament d'història americana en escoles primàries estatuunidenques. Actualment, és un Soci Senior del St Antony's College de la Universitat d'Oxford.

### Llibres
El 1995 Dreyfuss coescriu amb Harry Turtledove la novel·la de ciència-ficció The Two Georges, una història alternativa de misteri que té lloc l'any 1996 on la Revolució Americana era pacíficament evitada. El quadre que simbolitza la unió entre Estats Units i la Gran Bretanya és robat per terroristes.

## Vida personal
Dreyfuss es va casar amb la guionista i productora Jeramie Rain a principi dels anys 1980. Amb ella va tenir tres fills: Emily (1983) Benjamin (1986), i Harry (1990). El seu fill gran, Benjamin, va néixer amb un càncer maligne al seu ull esquerre. Dreyfuss i Rain han gastat molts diners en centres oftalmologia per tots els Estats Units des d'aleshores.
La mare de Dreyfuss va morir el 19 d'octubre del 2000 degut a complicacions d'un infart.
Dreyfuss pateix de trastorn bipolar. El 2006, sortia al documental de Stephen Fry, Stephen Fry: The Secret Life of the Manic Depressive, on Fry (qui també té aquest trastorn) entrevistat sobre la seva vida.
Dreyfuss i Svetlana Erokhin d'origen rus es van casar el 2006 i han viscut en el Comtat de San Diego des de llavors, encara que viatgen freqüentment a Los Angeles i Londres, on Dreyfuss havia viscut. Inicialment vivien a Carlsbad (Califòrnia). El febrer de 2008, van comprar per 1,5 milions una casa a la comunitat rural d'Olivenhain a l'est d'Encinitas (Califòrnia), i planegen renovar-la amb modernes tecnologies ecològiques.

## Filmografia
| Any  | Pel·lícula                                                              | Paper                              | Notes |
| ---- | ----------------------------------------------------------------------- | ---------------------------------- | --- |
| 1967 | Valley of the Dolls                                                     | Ajudant del gerent                 | no surt als crèdits |
| 1967 | El graduat                                                              |                                    | no surt als crèdits |
| 1968 | The Young Runaways                                                      | Terry                              | |
| 1969 | Hello Down There                                                        | Harold Webster                     | |
| 1973 | American Graffiti                                                       | Curt Henderson                     | Nominat — Globus d'Or al millor actor musical o còmic                                                                                      |
| 1973 | Dillinger                                                               | Baby Face Nelson                   | |
| 1974 | The Apprenticeship of Duddy Kravitz                                     | Duddy                              | |
| 1974 | The Second Coming of Suzanne                                            | Clavius                            | |
| 1974 | Inserts                                                                 | Boy Wonder                         | |
| 1975 | Tauró (Jaws)                                                            | Matt Hooper                        | Nominat — BAFTA al millor actor |
| 1976 | Victory at Entebbe                                                      | Coronel Yonatan 'Yonni' Netanyahu  | |
| 1977 | Encontres a la tercera fase                                             | Roy Neary                          | Nominat — Premi Saturn al millor actor |
| 1977 | La noia de l'adéu (The Goodbye Girl)                                    | Elliott Garfield                   | Oscar al millor actor BAFTA al millor actor Premi David di Donatello al millor actor estranger Globus d'Or al millor actor musical o còmic |
| 1978 | The Big Fix                                                             | Moses Wine                         | |
| 1980 | The Competition                                                         | Paul Dietrich                      | |
| 1981 | Whose Life Is It Anyway?                                                | Ken Harrison                       | |
| 1984 | The Buddy System                                                        | Joe                                | |
| 1986 | Down and Out in Beverly Hills                                           | David 'Dave' Whiteman              | |
| 1986 | Compta amb mi (Stand by Me)                                             | L'escriptor                        | |
| 1987 | Tin Men                                                                 | Bill 'BB' Babowsky                 | |
| 1987 | Procediment il·legal (Stakeout)                                         | Detectiu Chris Lecce               | |
| 1987 | Nuts                                                                    | Aaron Levinsky                     | Nominat — Globus d'Or al millor actor secundari                                                                                            |
| 1988 | Moon Over Parador                                                       | Jack Noah/President Alphonse Simms | |
| 1989 | Let It Ride                                                             | Jay Trotter                        | |
| 1989 | Always                                                                  | Pete Sandich                       | |
| 1990 | Rosencrantz & Guildenstern Are Dead                                     | The Player                         | |
| 1990 | Postals des de Hollywood (Postcards from the Edge)                      | Doctor Frankenthal                 | |
| 1991 | Once Around                                                             | Sam Sharpe                         | |
| 1991 | Prisoner of Honor                                                       | Coronel Picquart                   | |
| 1991 | Què se n'ha fet d'en Bob? (What About Bob?)                             | Dr. Leo Marvin                     | |
| 1993 | Lost in Yonkers                                                         | Louie Kurnitz                      | |
| 1993 | Another Stakeout                                                        | Detectiu Chris Lecce               | |
| 1994 | Testimoni en silenci (Silent Fall)                                      | Dr. Jake Rainer                    | |
| 1995 | The Last Word                                                           | Larry                              | |
| 1995 | The American President                                                  | Senator Bob Rumson                 | |
| 1995 | La simfonia del professor Holland (Mr. Holland's Opus)                  | Glenn Holland                      | Nominat — Oscar al millor actor Nominat — Globus d'Or al millor actor dramàtic                                                             |
| 1996 | James and the Giant Peach                                               | Centipede                          | veu |
| 1996 | Encantat de matar-te (Mad Dog Time)                                     | Vic                                | |
| 1997 | La nit cau sobre Manhattan (Night Falls on Manhattan)                   | Sam Vigoda                         | |
| 1997 | Oliver Twist                                                            | Fagin                              | |
| 1998 | Krippendorf's Tribe                                                     | Prof. James Krippendorf            | |
| 2000 | Una bona banda (The Crew)                                               | Bobby Bartellemeo/narrador         | |
| 2001 | El vell que llegia novel·les d'amor (The Old Man Who Read Love Stories) | Antonio Bolivar                    | |
| 2001 | Qui és en Cletis T? (Who Is Cletis Tout?)                               | Micah Donnelly                     | |
| 2001 | The Education of Max Bickford                                           | Max Bickford                       | sèrie de televisió |
| 2001 | The Day Reagan Was Shot                                                 | Alexander Haig                     | |
| 2003 | Coast to Coast                                                          | Barnaby Pierce                     | |
| 2004 | Silver City                                                             | Chuck Raven                        | |
| 2006 | Poseidon                                                                | Richard Nelson                     | |
| 2007 | Tin Man                                                                 | Mystic Man                         | minisèries TV |
| 2008 | Signs of the Time                                                       | narrador                           | |
| 2008 | W.                                                                      | Dick Cheney                        | |
| 2008 | America Betrayed                                                        | narrador                           | |
| 2009 | My Life in Ruins                                                        | Irv                                | |
| 2009 | Leaves of Grass                                                         | Pug Rothbaum                       | |
| 2010 | Piranha 3-D                                                             | Matt Boyd                          | |
| 2010 | Red                                                                     | Alexander Dunning                  | |
| 2010 | Weeds                                                                   | Warren Schiff                      | Sèrie de televisió |
| 2011 | Parenthood                                                              | Gilliam T. Blount                  | Sèrie de televisió |
| 2013 | El poder dels diners (Paranoia)                                         | Frank Cassidy                      | |
| 2017 | Shots Fired                                                             | Agent immobiliari                  | |
| 2019 | Astronaut                                                               | Angus                              | |